# 瓦卢斯河畔拉旺
瓦卢斯河畔拉旺（法語：Lavans-sur-Valouse，法語發音：[lavɑ̃ syʁ valuz]）是法国汝拉省的一个旧市镇，位于该省南部，属于隆斯勒索涅区。路易·威登诞生于此。

## 地理
瓦卢斯河畔拉旺（46°20'30"N, 5°33'53"E）面积9.51 平方千米，位于法国勃艮第-弗朗什-孔泰大區汝拉省，该省份为法国东部内陆省份，北起上索恩省，西北接科多尔省，西临索恩-卢瓦尔省，南至安省，东与杜省和瑞士接壤。
与瓦卢斯河畔拉旺接壤的市镇（或旧市镇、城区）包括：希塞里亚、塞济亚、舍米亚、夸西亚、科尔诺、韦斯克勒、沃布勒、阿兰托、图瓦雷特-夸西亚。

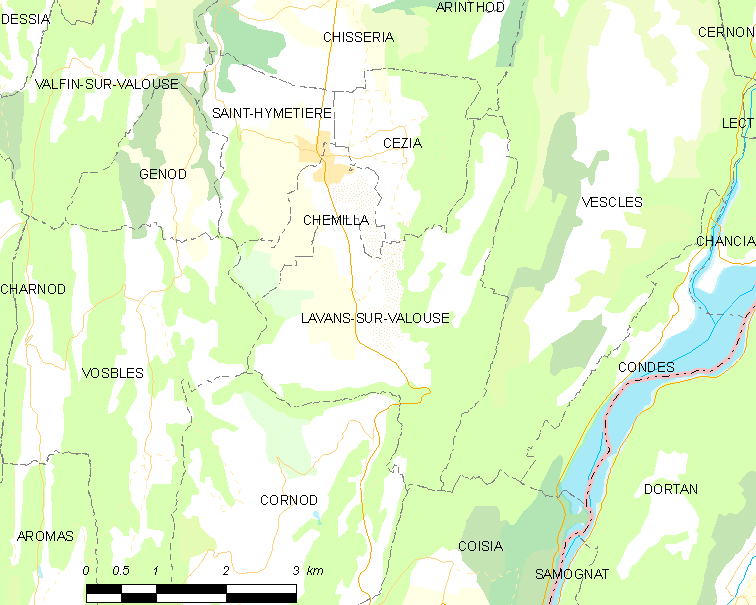
瓦卢斯河畔拉旺的OSM定位图

瓦卢斯河畔拉旺的时区为UTC+01:00、UTC+02:00（夏令时）。

## 行政
瓦卢斯河畔拉旺的邮政编码为39240，INSEE市镇编码为39287。

## 政治
瓦卢斯河畔拉旺所属的省级选区为穆瓦朗昂蒙塔涅县。

## 人口

1962-2008年间瓦卢斯河畔拉旺人口变化图示

瓦卢斯河畔拉旺于2015时的人口数量为146人。